# Blattella roederi
Blattella roederi är en kackerlacksart som beskrevs av Roth, L. M. 1985. Blattella roederi ingår i släktet Blattella och familjen småkackerlackor.
Artens utbredningsområde är Thailand. Inga underarter finns listade.